# Liste der Monuments historiques in Ambérieu-en-Bugey
Die Liste der Monuments historiques in Ambérieu-en-Bugey führt die Monuments historiques in der französischen Gemeinde Ambérieu-en-Bugey auf.

## Liste der Bauwerke
| Bezeichnung                   | Beschreibung                                           | Standort                    | Kennzeichnung | Schutzstatus          | Datum          | Bild           |
| ----------------------------- | ------------------------------------------------------ | --------------------------- | ------------- | --------------------- | -------------- | -------------- |
| Château des Allymes           | Burg, im 14. Jahrhundert erbaut                        | östlich der Stadt (Lage)    | PA00116288    | Classé Inscrit Classé | 1960 1967 1993 | weitere Bilder |
| Castrum de Saint-Germain      | mittelalterliche Burg                                  | südöstlich der Stadt (Lage) | PA01000045    | Inscrit               | 2017           | weitere Bilder |
| Maison-forte de Saint-Germain | auch Tour de Gy; festes Haus, 14. oder 15. Jahrhundert | 1 Rue de la Tour (Lage)     | PA00116289    | Inscrit               | 1984           | weitere Bilder |

## Liste der Objekte
| Bezeichnung               | Beschreibung                                              | Standort                                                   | Kennzeichnung | Schutzstatus | Datum | Bild |
| ------------------------- | --------------------------------------------------------- | ---------------------------------------------------------- | ------------- | ------------ | ----- | ---- |
| Retabel                   | Holz, bemalt, 16. Jahrhundert (Fotos in der Base Palissy) | Saint-Germain, in der Kapelle Notre-Dame-de-la-Côte (Lage) | PM01000002    | Classé       | 1907  |      |
| Gemälde Rosenkranzmadonna | Farbe auf Leinwand, 1606 von Longo Vespasiano             | Les Allymes, in der Kirche Saint-Roch (Lage)               | PM01000001    | Classé       | 1925  |      |